# Галин, Фанур Зуфарович
Фанур Зуфарович Галин (1 ноября 1947, с. Красная Горка — 27 ноября 2017, Уфа, Россия) — советский, российский и башкирский химик, доктор химических наук (1993), профессор, заслуженный деятель науки Республики Башкортостан, член-корреспондент Академии наук Республики Башкортостан (2012).

## Биография
Галин Фанур Зуфарович родился 1 ноября 1947 года в селе Красная Горка Нуримановского района БАССР в семье сельских учителей.
С 1954 по 1965 г. учился в Красногорской средней школе Нуримановского района, которую окончил с серебряной медалью. В 1965 году поступил и в 1970 году окончил химический факультет Башкирского государственного университета (ныне Уфимский университет науки и технологий).
После окончания учёбы в университете работал учителем химии в средней школе п. Чандар Нуримановского района БАССР. С 1971 г. по 1972 г. служил в армии.
С 1972 года Галин работал в Институт химии БФАН СССР (Институт органической химии Уфимского научного центра РАН), учился в 1973 в аспирантуре, защитил кандидатскую диссертацию в 1978 году, а в 1993 году — докторскую диссертацию по специальности «Органическая химия» на тему «Синтез пиретроидов на основе (+)-3-карена и сульфониевых имидов».
Заведующий кафедрой органической химии Башкирского государственного университета (ныне Уфимский университет науки и технологий) с 2006 г., Член-корреспондент АН РБ (2012 г.).

## Научная деятельность
Область научной работы Галина — химия, им была обнаружена скелетная перегруппировка каркасных гамма-дикетонов под действием хлорсульфоновой кислоты, позволившая разработать удобный общий метод получения производных трисгомокубана и дигомобаскетана;
впервые получены бикаркасные соединения нового структурного типа, относящиеся к ряду декациклогенэйкозана;
разработаны и внедрены в производство высокоэффективные стабилизаторы термоокислительной деструкции органических стекол со структурой 2,4,6,8-тетратиоадамантана; проведено систематическое изучение химии илидов серы сложного строения в приложении к направленному синтезу аналогов природных низкомолекулярных биорегуляторов; разработан новый метод синтеза алкалоидов индолизидиндионового и пирролизидиндионового рядов; найдены принципиально новые направления реакции илидов серы, генерированных в условиях межфазного катализа; разработаны энантиоспецифичные схемы синтеза практически важных биологически активных веществ на основе терпеноидов; разработаны технологичные схемы получения экологически малоопасных инсектицидов класса пиретроидов.
Ф. Галин подготовил 5 докторов и 26 кандидатов наук.

### Научные труды
Галин Фанур Зуфарович — автор более 400 научных работ, включая 5 монографий и учебных пособий, 27 авторских свидетельств и патентов.
- Галин Ф. З., Рахимов Р. Г. Природные пиретрины и их аналоги — высокоэффективные средства защиты растений // Уфа: Реактив. 2000. 24 с.
- Kartsev V.G., Lakeev S.N., Maidanova I.O., Galin F.Z., Tolstikov G.A. Sulfur ylides in synthesis of heterocyclic compounds //in: Selected Methods for Synthesis and Modification of Heterocycles, Kartsev V.G., Ed., Мoscow: IBS PRESS, 2003, vol. 2, P. 107—139.
- Галин Ф. З., Лакеев С. Н., Толстиков Г. А. и др. Синтез биологически активных веществ с использованием кетостабилизированных илидов серы // В кн. Панорама современной химии России. Современный органический синтез. — М.: Химия, 2003. С.419-438.
- Галин Ф. З., Лакеев С. Н., Егоров В. А., Майданова И. О. Достижения в синтезе камптотецина и его структурных аналогов // В кн. Панорама современной России. Природные и синтетические биологически активные вещества. М.: Химия, 2008. C. 222—253.
- Galin F.Z. The Synthesis of Optically Active Pyrethroids from (+)-3-Carene //Organic Chemistry, Chlorine @ Ceramics Conference. Haifa, Israel. 1994. P. 1-10.
- Галин Ф. З., Толстиков Г. А. Синтез пиретроидов с использованием сульфониевых илидов //Агрохимия. 1998, № 11. C. 49-57.
- Галин Ф. З., Лакеев С. Н., Майданова И. О., Толстиков Г. А. Илиды серы в синтезе гетеро- и карбоциклических соединений //Успехи химии. 2001, Т.70, № 8. С. 744—762.
- Галин Ф. З., Флехтер О. Б., Третьякова Е. В. Синтез и превращения диеновых аддуктов смоляных кислот //Химия и компьютерное моделирование. Бутлеровские сообщения. 2004, Т.5, № 2. С. 1-21.

## Награды и звания
- Заслуженный деятель науки РБ.
- Медали ВДНХ СССР (1983 г. — бронзовая, 1985 г. — золотая, 1991 г. — серебряная).